# 定禅寺家の人々
『定禅寺家の人々』（じょうぜんじけのひとびと）は、1999年4月15日から2006年9月28日まで仙台放送で毎週木曜 21:54 - 22:00 （JST）に放送されていた仙台市提供のミニ番組である。

## 概要
仙台市在住との設定の定禅寺家を舞台に、仙台市の行政情報がドラマ仕立てで紹介されていた。

## キャスト
- 定禅寺彩子（櫻田彩子）
- 定禅寺優作（前田優作）
- 定禅寺かれん（かれん）
- 定禅寺裕子（佐藤裕子）
- 定禅寺基行（山田基行）